# ジェシカ・メンドーサ
ジェシカ・メンドーサ（Jessica Mendoza、1980年11月11日 - ）は、アメリカ合衆国カリフォルニア州カマリロ出身のメキシコ系アメリカ人の女子ソフトボール選手（外野手）。右投左打。
2006年ソフトボール全米最優秀選手。アメリカの女性スポーツ財団の役員でもある。2004年アテネオリンピックにアメリカ代表として出場し、金メダルを獲得した。スタンフォード大学（スタンフォード・カーディナル）在籍中にはオールアメリカ（All-America）に4回（1999年-2002年）選出された。
2006年はNPF（アメリカ女子プロソフトボールリーグ）のアリゾナ・ヒートに所属。2007年と2008年にはESPNで放送されたウィメンズ・カレッジ・ワールドシリーズの解説者を務めた。